# Giovanni Zerbetto
Giovanni Zerbetto (Padova, 24 giugno 1906 – Padova, 21 luglio 1972) è stato un partigiano e imprenditore italiano.

## Biografia
Nacque a Padova, nell'attuale località Stanga, figlio di Luigi (un tagliapietre) e di Carla Pavan. Fin da ragazzo svolse le professioni di artigiano ed elettricista. Iniziò a frequentare la locale Camera del lavoro in giovane età.
Durante il biennio rosso subì il pestaggio e l'accoltellamento da parte di squadre fasciste. Nel 1922 si iscrisse alla neonata alla Federazione Giovanile Comunista Italiana e, in seguito, diventò dirigente del Partito Comunista Italiano.

### Attività politica: antifascismo e resistenza
La militanza antifascista di Zerbetto fu costante e ininterrotta per tutto il ventennio fascista. 
In occasione dell'arrivo di Mussolini a Padova, organizzò per due volte proteste con l'esposizione di bandiere rosse e altri simboli del comunismo. Il primo episodio si verificò il 30 giugno 1923, alla vigilia della prima visita del Primo Ministro per l'inaugurazione della “Fiera dei campioni”; la bandiera rossa fu esposta sul campanile del Santuario dell'Arcella. La seconda volta, nella notte tra il 30 aprile e il 1º maggio 1925, riuscì a fissare un'altra gigantesca bandiera rossa sui fili dell'alta tensione che attraversavano il canale Piovego. 
Dal giugno 1926 fino al 1942 Zerbetto e la sua famiglia furono costantemente oggetto delle attenzioni degli apparati repressivi delle autorità fasciste. Nel giugno 1926, Zerbetto fu arrestato il carcere di Tortona (dove si era recato per prestare servizio militare) perché con altri imputato del 'delitto dell'art. 118 n.3 del Codice Penale, per avere in Padova e in Limena preso parte con numerose persone ad un convegno del Partito Comunista, si trattava di un convegno della FIGC, svoltosi il 5 aprile sul tema della propaganda fra i giovani e la distribuzione del giornale  "La recluta". Nel gennaio 1927, fu nuovamente arrestato e rilasciato.
Dopo gli arresti del gruppo dirigente dei comunisti padovani, Zerbetto assunse la direzione dell'antifascismo locale. Il 1º settembre 1928 subì un nuovo arresto e il deferimento al Tribunale Speciale. In questa occasione fu assolto, ma la scarcerazione ebbe luogo solo 27 aprile dell'anno successivo. Su delazione di un suo compagno di lavoro, Zerbetto fu arrestato il 24 maggio 1931 per aver diffuso stampa comunista e, in seguito, condannato dal Tribunale Speciale a cinque anni di reclusione. Presentò domanda di grazia, ma fu respinta. Tuttavia, nel novembre del 1932, fu scarcerato usufruendo dell'amnistia decretata da Mussolini in occasione del decennale della Marcia su Roma.
Dopo l'8 settembre 1943 Zerbetto, con il nome di battaglia “Macchina” divenne uno dei primi organizzatori, con Aronne Molinari e Lorenzo Foco, della resistenza armata padovana. Fin dal 9 settembre organizzarono la raccolta delle armi abbandonate dai soldati italiani in fuga dalle caserme. Divenne il commissario politico del "7º battaglione Flavio Busonera", dal nome al medico partigiano impiccato il 17 agosto 1944, che operò prevalentemente nei quartieri del Portello, la Stanga e Camin.
Il 25 settembre 1944, Zerbetto fu catturato da una squadra di Brigate nere. Tentò la fuga mentre veniva condotto al luogo designato per la sua fucilazione, ma fu gravemente ferito ad una gamba da una granata. Riuscì, tuttavia, ad occultare i documenti organizzativi della sua organizzazione. Questo episodio gli valse il riconoscimento della medaglia al valore militare. Portato inizialmente in ospedale civile per l'amputazione della gamba, fu salvato dall'ordine di fucilazione da partigiani e medici antifascisti. Rimase nascosto in un'abitazione del centro storico di a Padova dove continuò la sua azione politica cospirativa fino alla Liberazione. 
Dopo la guerra, l'esercizio delle professioni di artigiano, elettricista e imprenditore gli procurò non poche incomprensioni all'interno del PCI padovano..

### Attività imprenditoriale
Dopo la guerra, organizzò una cooperativa di consumo in zona Portello a Padova e una di elettricisti. Fu consigliere comunale dal 1946 al 1951 e presidente dell'ECA (Ente Comunale di Assistenza).
Nel 1948, sfruttando l'introduzione nel mercato nazionale delle nuove lampade al neon, fondò la “Zerbetto illuminazione”, che arriverà ad avere negli anni sessanta più di un centinaio di dipendenti. L'azienda emerse a livello nazionale (vinse nel 1970 European Award Gold Mercury) ma anche internazionale, ad esempio lavorando presso la Metropolitana di Parigi e l'illuminazione di alcuni quartieri di Dubai..

### Vita privata
Si sposò con Vittoria Foco, figlia di un altro importante antifascista padovano. Nel 1929, mente Giovanni era in carcere, nacque la prima figlia, Luciana, futura moglie del senatore Antonino Papalia. La discriminazione nei confronti delle famiglie Zerbetto e Foco causò notevolissime difficoltà economiche ad entrambe, fino a minacciarne la sicurezza alimentare..
A quarant'anni dalla sua morte, la sua figura è ricordata per la complessità e le molteplici espressioni del comunismo italiano.